# ウォーターセブン
- ONE PIECE
  - ONE PIECEの地理 > ウォーターセブン
  - ONE PIECEの登場人物一覧 > ウォーターセブン

ウォーターセブン（Water Seven, 略称：W7）は、漫画『ONE PIECE』に登場する架空の都市。

## 概要
「偉大なる航路（グランドライン）」前半の島にある、造船業が盛んな町として有名な都市。別名「水の都」。島全体がひとつの町となっている。選挙によって市長が選ばれる。水上を移動する交通手段として「ブル」という生きた乗り物を使用している。ログがたまる期間は1週間で、次の島は魚人島を指す。
昔から造船の盛んな島であったが、島全体が地盤沈下により水没し続けているため、現在の町並みは昔水没した建物の上にさらに建造物を載せた構造となっている。加えてアクア・ラグナという高潮が毎年押し寄せ、水害に悩まされ続けている。現在アイスバーグが沈没の対策として、島ごと船にして海に浮かべる方法を考えている。
この町を訪れるならず者は、表ならばガレーラカンパニー、裏ならフランキー一家にすぐさま片付けられており、非常に治安がよく、特にガレーラカンパニーは住民から深く尊敬されていた。さらに造船所からすれば海賊も客ということで、市民は海賊を恐れるどころか、時に海軍から庇うほどに海賊慣れしている。これもまた治安の良さの表れと言える。
作者曰く、モデルはイタリアの都市ヴェネツィア。ヴェネツィアもアクア・アルタという高潮に悩まされている。

## 歴史
偉大なる航路の島であるため、周囲の島との連絡がつきにくく、24年前は大海賊時代の煽りも受け荒廃していた。しかし14年前、伝説の造船会社「トムズワーカーズ」社長トムが開発した海列車の開通によって「カーニバルの町」サン・ファルド、「春の女王の町」セント・ポプラ、「美食の町」プッチ、「司法の島」エニエス・ロビーとの間に定期便が開通。物資も豊かになり、次第に風光明媚な造船都市・観光都市へと復活した。さらにその7年後、トムの直弟子・アイスバーグによって競い合っていた7つの造船会社が統合され、ガレーラカンパニーが発足。同社は世界政府御用達となり、街は造船都市として更なる発展を遂げた。
太古の時代、この島で古代兵器である戦艦「プルトン」が造られたが、当時製造に当たった船大工たちは、万一他の古代兵器が復活した場合の対抗手段としてプルトンの設計図を代々最高の船大工に伝承させることにした。トムによって受け継がれた設計図を狙って世界政府の役人（スパンダムと部下のCP5）が彼を陥れたが、設計図自体はトムの弟子のアイスバーグからフランキー（カティ・フラム）へと無事受け継がれた。その後、この設計図はフランキーが設計者の意思を汲み取る形で、自らの炎によって焼失させた。

## 地理
造船島
W7の「中心街」がある島。ガレーラカンパニー本社や造船ドックがあり、商店街が立ち並ぶ街の中心地。
チザ
W7の町の一つ。
リグリア広場
W7の広大な広場。アイスバーグが講演会を開く際は、たまにここを使う。
フランキーハウス
裏町の北東の海岸にあった解体屋「フランキー一家」の本拠地。麦わらの一味との戦いで崩壊した。
廃船島
廃船で埋め尽くされた島。かつて、トムズワーカーズの造船工場があった。
橋の下倉庫
かつて、トムズワーカーズの本社があった場所。フランキーが秘密基地として使用していた。
シフト駅（シフトステーション）
W7北側にある海列車の駅。駅長はココロ。

## 人物

### ガレーラカンパニー
アイスバーグ
声 - 及川いぞう、岸尾だいすけ（少年時代）
W7市長。ガレーラカンパニー社長。海列車の管理者。元トムズワーカーズ社員。
ウォーターセブン出身。38歳→40歳。誕生日は1月3日（アイ→1、ス→3）。身長199cm。やぎ座。血液型X型。好物はココロの作ったカレー。
ストライプ柄のスーツ姿に左右を刈り上げた青髪と無精髭が特徴の男（若い頃は長髪に白いバンダナを巻いたタンクトップ姿だった）。肩には刺青が入っている。かつてW7にいた伝説の船大工トムの一番弟子で、フランキーの兄弟子。非常に優秀な造船技術を持ち、頭脳明晰かつ理性的であり、多くの市民に慕われ、ウォーターセブンの英雄とまで称される人物。重職を複数受け持つ一方で、市長としての仕事を平気で投げ出すやや気まぐれな一面もある。口癖は「ンマー」。ルフィからは「アイスのおっさん」と呼ばれている。
幼少の頃からトムの下で造船業を学び、海列車「パッフィング・トム」製造にも関わった。弟弟子のフランキーとはその頃からの付き合いで、彼にフランキーの愛称を名付けた（命名理由は「カティ・フラム」では呼びにくいから）。兵器とも言える船を作るフランキーとは口喧嘩が絶えなかったが、長年共に過ごした弟弟子として気にかけており、生きていたフランキーと再会した際には感涙した。
10年前に危機を察したトムより、古代兵器「プルトン」の設計図を受け継ぐ。3日後、トムの裁判の判決日にそれを狙う当時CP5主官であったスパンダムの策略で「司法船襲撃犯」の濡れ衣を着せられトム・フランキーと共に捕縛されるが、トムの救済によりフランキーと共に釈放される。トムの連行とフランキーの事故後はトムの意志を引き継ぐ事を決意すると共に、自分にも政府の追及の手が回る事を警戒してトムズワーカーズから独立。天才的な造船技術で多くの職人達を魅了しそれまで互いに競い合っていた7つの造船会社を統合する事で7年前にガレーラカンパニーを発足し、世界政府御用達の大企業にまで育て上げた。さらにW7市長に就任した事で、政府が自身に直接的に手出しすることを長年封じ続けた。6年前、生還したフランキーと再会し、プルトンの設計図を託した。
航海不能な状態となったゴーイングメリー号の査定に反発したルフィに対し、船長としての立場を諭した。その翌日、プルトンの設計図を狙い、長年W7に潜伏していたルッチらCP9に暗殺されそうになった所をルフィ達に救われる。その後、ロケットマンの整備をする等して、ルフィ達のエニエス・ロビー行きに力を貸した。また、偶然W7の廃船島に流れ着いていたメリー号の意思を感じ取り、その願いを汲んで一時的に動けるように修復した。
エニエス・ロビー崩壊後、フランキーが考案したルフィ達の新しい船サウザンドサニー号の製作に協力し、船の名付け親となる。トムへの罪滅ぼしのため長年自分の夢を押し殺していたフランキーに、自分のために生きるよう旅立ちを促した。
ルフィ達が出航した後は、フランキー一家に仕事を与えるなど面倒を見ており、「ニューアニキ」と慕われている（本人は嫌がっている）。また、地盤沈下が進むW7を島ごと船にして海に浮上させる方法を考えていた。
ドレスローザ編後、フランキーの手配書がフランキー将軍の写真に変わったことで、フランキーが自身をとうとう完全なロボットに改造したものと勘違いし、ガレーラカンパニー一同と共に唖然としていた。
ティラノサウルス
声 - 高塚正也
アイスバーグのペットのネズミ。誕生日は10月20日。てんびん座。好物はほうれん草。
アイスバーグがルフィ達に会う少し前に拾われた。普段は胸のポケットに入っている。
パウリー
声 - 吉水孝宏
ガレーラカンパニー1番ドック艤装・マスト職職長→ガレーラカンパニー副社長。
ウォーターセブン出身。24歳→26歳。誕生日は7月8日（「なわ」＝7、8）。身長195cm。かに座。血液型S型。好物は苺のリキュール、イワシの酢漬け。
ゴーグルをかけ、常に葉巻を吸っている男。男ばかりの世界で仕事をしてきたため、露出の多い格好をした女性に免疫がなく、ナミのことを「ハレンチ女」と呼んでいる。ギャンブル好きで多額の借金があり、町に出れば常に借金取りに追われているため、金にガメつく礼儀を知らない。
戦闘では、作業で使用するガレーラカンパニー特製のロープを使った「ロープアクション」を駆使する。そのため、ルフィには「ロープのやつ」と呼ばれる。ほとんどの技の名前は、「船を扱う際のロープの結び方」にちなんだもの。
14年前、幼少時に海列車の開通を見た感動から船大工を目指し、アイスバーグの弟子となる。アイスバーグを「一人前の船大工にしてくれた恩師」と呼び尊敬しており、アイスバーグに危害を加える者に対しては容赦しない。
アイスバーグがロビンに襲撃されたという報道が出回ると、ガレーラ総出で麦わらの一味を追跡。ガレーラ本社でアイスバーグを襲った犯人が、仲間だと思っていたルッチ達だったことに驚愕し、ルフィ達と共に挑むも圧倒的な力の前に敗北する。その後、アイスバーグの敵討ちとして同僚であるルルやタイルストンと一緒に、エニエス・ロビーでの戦いに参戦。W7に帰ってからはアクア・ラグナにより壊滅した裏町の復旧を指示し、自身はフランキー設計のルフィ達の新しい船サウザンドサニー号の造船に協力した。
ルフィ達が出航した後、ガレーラカンパニー副社長に就任。借金取りの「追っかけ」にはパウリーのファンの女性も加わっていた。
新世界編では、ルル・タイルストンらと共に、海列車2号船「パッフィング・アイス」を完成させた。
技一覧
ラウンドターン
複数の相手を縄で捕らえ、縄を引き相手同士をぶつける。
ボーラインノット
縄を伸ばし、相手の手首に巻きつけて動きを封じる。
オシオキ 一本釣り
ボーラインノットの状態から縄を背負うように引き、相手を地面に叩きつける。
ハーフノット エア・ドライブ
相手の首を縛り、持ち上げる。
フィギュアオブ・エイトノット
先端に大きな結び目を持つ縄を複数伸ばし、相手を殴りつける。
ティンバー・ヒッチ・タグ
カーシー戦で使用。髪を縛ってから引くことで体勢を崩した。
パイプ・ヒッチ・ナイブス
無数のナイフを結びつけた縄を伸ばし、相手を切り裂く。
独楽結び（タップ・ノット）
何重にも縄を巻きつけて動きを封じる。
シュラウズ・アンド・ラットリン・ノット
無数の縄を網状に組み合わせて放つ。
ピープリー・ルル
声 - 太田真一郎
ガレーラカンパニー1番ドックピッチ・鍛冶・滑車職職長。
ウォーターセブン出身。31歳→33歳。誕生日は1月2日。身長206cm。やぎ座。血液型S型。好物は天ぷらうどん。
メガネと口ひげが特徴的なダンディな男。二の腕と胸には派手な刺青を入れている。寝癖が角のように飛び出ており、その部分を直してもどこか別の部分から必ず寝癖が発生する（他人の鼻から発生することもある）。戦闘では刀（二刀流）を使う。
ガレーラ本社でアイスバーグの部屋の警護をしていたが、侵入してきたカリファに一撃で倒される。その後、ロケットマンの炭水車に潜入し、エニエス・ロビーでの戦いに参戦した。W7に帰ってからは、サウザンドサニー号の造船に協力した。

タイルストン
声 - 稲田徹
ガレーラカンパニー1番ドックさしもの・コーカー・縫帆職職長。
ウォーターセブン出身。33歳→35歳。誕生日は1月6日。身長255cm。やぎ座。血液型S型。好物は仔牛のレバー。
白く豊かなヒゲが特徴の巨漢。左の肩から二の腕にかけて「船大工」と書かれた刺青を入れている。片手で大砲を撃てるほどの超怪力を持つ。武器は巨大鉄槌で、デミ・キャノンや戦艦砲も使用する。
ガレーラ本社でアイスバーグの部屋の警護をしていたが、侵入してきたブルーノに一撃で倒される。その後、ルルと共にエニエス・ロビーでの戦いに参戦した。W7に帰ってからは、サウザンドサニー号の造船に協力した。
技一覧
木釘ロック（トレンネルロック）
素早く木釘を打ち込み、壁などに相手をはりつける。ルルとの合同技。
竜骨折り
相手を抱きかかえ、背骨を竜骨に見立てて自慢の怪力で締めつける。
アリーチェ
声 - 広橋涼
アイスバーグの秘書。メガネをかけた少女。12歳。
カリファが抜けた後に行われた応募者150人を超えるオーディションに合格した。若くして天才的な能力を持っており、アイスバーグの業務をサポートしている。

#### 退職者
ロブ・ルッチ
元1番ドック木びき・木釘職職長。
カク
元1番ドック大工職職長。
カリファ
元アイスバーグの秘書。

### フランキー一家
フランキーがW7の落ちこぼれや悪党をまとめ上げた、総勢51名の解体屋集団。一家全員が、ろくでなしだった自分たちを拾ってくれたフランキーに感謝しており、慕っている。フランキー、モズ、キウイ以外は皆ゴーグルを付けている。
副業として賞金稼ぎも営んでおり、W7を出入りする海賊を狙い、餌食となった海賊船を解体して利用可能な木材などを売り飛ばしている。麦わらの一味からメリー号の修理費の内の2億ベリーを強奪し、更にそれを取り返しにやって来たウソップを返り討ちにした事から、麦わらの一味の怒りを買い、アジト兼解体の作業場でもある「フランキーハウス」ごと潰された。後に子分達は、CP9に連行されたフランキーを奪還するためにエニエス・ロビーでの戦いに参戦し、衛兵たちと互角以上の戦闘を繰り広げた。
フランキーが麦わらの一味に加入した直後、アイスバーグからガレーラカンパニーに雇われ、新世界編では「ザンバイ御用組合」として働いている。
ナンデモ散弾砲（ショットキャノン）
フランキー一家名物の大砲で、様々なものを大砲に入れて発射する。
スーパー解体砲（スクラップほう）
かなりの威力を誇ると思われるが、アクア・ラグナの前には無力だった。
フランキー
フランキー一家初代棟梁。W7の裏の顔でもある。エニエス・ロビーの事件後は街を離れ、麦わらの一味に船大工として入団。
キウイ&モズ
声（キウイ） - 塩山由佳
声（モズ） - 福井美樹（234話 - 247話）→日比愛子（255話 - ）
フランキー一家の二人姉妹。波状の真四角の髪型をしていてネックレスを着けている方がキウイ、直線の真四角の髪型をしていてカラーのサングラスを着けている方がモズ。その髪型から、「スクエアシスターズ」と呼ばれる。
キウイはウォーターセブン裏町出身。20歳→22歳。誕生日は9月1日。身長187cm。おとめ座。血液型F型。好物はフルーツサンドイッチ。
モズはウォーターセブン裏町出身。19歳→21歳。誕生日は1月7日。身長187cm。やぎ座。血液型F型。好物はチョコレートサンデー。
フランキーが登場する時は、一緒にポーズをとる。二人とも口癖は「○○だわいな」。二人とも、露出の多い服装をしている。名前の通り巨大な真四角のヘアスタイル（名前は「スクウフエアー」）をしている。正面からの強風に弱く、アクア・ラグナが襲ってくる際はカニ歩きをしていた。武器は剣。
14年前にトムズワーカーズが作った海列車を見た感動から、船大工を目指しガレーラカンパニーの入社試験を受けたものの不採用通知が届き、グレて酒に溺れていた所をフランキーに拾われた。
新世界編では、かつてブルーノが潜伏中に経営していた酒場を引き継いでおり、店にやってきたローリング海賊団と話をしていた。
名前の由来は鳥のキウイとモズ。
技一覧
船底解体斬り
剣で素早く対象を切り刻む。
ザンバイ
声 - 三宅健太、稲田徹（ゲーム「パイレーツカーニバル」）
フランキー一家の一員で手下達のリーダー的存在。ザンバイ御用組合代表。
ウォーターセブン出身。33歳→35歳。誕生日は3月8日。身長227cm。うお座。血液型S型。好物はバーベキュー。
キウイとモズ同様、船大工を目指していたがグレてしまい、裏町で荒れていた所をフランキーに拾われた。
メリー号で一人船番していたゾロを仲間と共に襲撃するが、返り討ちに遭う。ウソップの敵討ちのためにフランキーハウスへやって来たルフィ達との激戦により、右目のゴーグルと歯を一本失う。翌日、フランキーの指示を受け、仲間達と共にルフィを探すも、ちょうどフランキーを捜していたCP9の襲撃を喰らう。後に連行されたフランキーを救出するためエニエス・ロビーではルフィ達に加勢し、以後ルフィを「麦わらさん」と呼んで敬うようになる。
フランキーの麦わらの一味加入後は、ガレーラカンパニーに入社し、新世界編では出張サービスなどを請け負っている。
技一覧
バズーカバット
バズーカの砲身で殴りつける。
解体ぶった斬り
相手を一刀両断する。

タマゴン
声 - 藤本たかひろ
フランキー一家の一人。丸い体と蝶ネクタイが特徴。アニメでは「ふとっちょ」と呼ばれた。
フランキーが部下達の説得に応じようとしないため、仕方なしにフランキーが身に着けていた海水パンツを剥ぎ取った。
コップ
フランキー一家の一人。細顔長身の男。
キエフ
声 - 平井啓二
フランキー一家の一人。モヒカン頭のひげが生えた男。飢え死にしかけていた所を、フランキーに拾われた。
ショルゾウ
フランキー一家の一人。金髪の若い男。
怪力デストロイヤーズ
ザンバイ達の2倍以上の体格をもつ3人組。フランキー一家の主力。メンバーは、ダゴ、オットランド、フットビヤンコ。
エニエス・ロビーでは正門を開ける活躍を見せたが、オイモとカーシーの前には無力であった。
ソドム&ゴモラ
声 - 福原耕平
フランキー一家専用の双子のキングブル（頭がウマで胴体が魚の動物）。
黄色でゴーグルをつけている方がソドム、シマシマ柄でゴーグルを頭にのせているのがゴモラ。ルフィには「でかヤガラ」と呼ばれる。誕生日は8月6日。
海王類の胃袋の中にいた所を偶然フランキー一家に救出され、それ以来フランキーに忠誠を誓った。エニエス・ロビーの戦いにおいても活躍し、その際にソドムは迫撃砲で胸筋をやられ、ゴモラは有罪陪審員の鉄球を喰らって失明してしまうが、2匹ともチョッパーの治療によって回復した。
名前の由来は旧約聖書のソドムとゴモラだが、命名に深い意味があるわけではない。

### シフト駅
ココロ
声 - 真山亜子
海列車シフト駅駅長。元トムズワーカーズ美人秘書。シラウオの人魚。
魚人島出身。70歳→72歳。誕生日は10月5日。身長168cm。てんびん座。血液型S型。好物は酒全般、海藻サラダ。
フランキーに「怪物の置き物」と言われる容姿だが、とても面倒見の良い女性。若い頃は痩せていて、とても美しい人魚だった。トムが連行されて以来酒に溺れるようになり、肥満化してしまった。アルコール中毒気味の為に呂律がうまく回らない。トムの弟のデンとは交流があり、トムの事件やアイスバーグやフランキーのことも手紙で伝えていた。口癖は「んががが」。胸の貝殻は「ヌーブラ的なもの」らしい。ルフィを「海賊小僧」「海賊王」と呼び、ルフィからは「怪獣のばーさん」と呼ばれている。
元々はトムを慕って魚人島からやってきたが、W7にて人間の男性と結婚して息子を産み、その息子が人間と結婚してチムニーが生まれた。麦わらの一味が仮死状態になる程の衝撃的な姿は、人魚=美人というサンジの夢を打ち砕き、ゾロでさえ記憶から消してしまった。
ルフィたちのエニエス・ロビー侵攻に同行し、海流に巻き込まれた際はフランキーたちを救出した。
チムニー
声 - 斎藤千和
ココロの孫娘。
ウォーターセブン出身。8歳→10歳。誕生日は6月2日。身長115cm。ふたご座。血液型S型。好物はサンジのパイユ。
やんちゃな性格の少女。容姿は普通の人間と変わらないが、人魚の血が4分の1入っているクォーターのため、泳ぎは相当うまい。ルフィを「海賊にーちゃん」と呼ぶ。
新世界編では、海列車シフト駅の日曜駅長をしている。
ゴンベ
声 - 粗忽屋武蔵野店
チムニーのペットのウサギ。自分を猫と思い込んでおり、「ニャー」と鳴く。誕生日は2月8日。みずがめ座。好物は魚（本当はニンジン）。
ヨコヅナ
声 - 高塚正也
トムズワーカーズで飼われていた角界ガエル。
人間並みの大きさのカエルで、フランキーによる指導の結果、クロールで泳ぐことができる。かなりの力持ちで、トムの助手も務めていた。
10年前、フランキーが海列車に轢かれたことにショックを受け、以後は仇を討つため、海列車に戦いを挑んでおり、シフト駅の悩みの種となっていた。8年間続けた海列車との戦いにより、体中が傷だらけである。海列車に挑む理由を理解していたココロの誘いによってロケットマンの一行に加わり、エニエス・ロビーでは有罪陪審員による鉄球の攻撃にボロボロになりながらも耐え続けた。
サウザンドサニー号の造船時には、助手として働いた。エニエス・ロビーでの戦いの後は、海列車には挑まずチムニー達と仲良く遊んでいる。

### その他
トム
声 - 村松康雄（248話 - 322話）、石川ひろあき（967話）
伝説の船大工にして、トムズワーカーズ社長。コンゴウフグの魚人。故人。
魚人島出身。67歳没。誕生日は3月16日。身長296cm。うお座。血液型F型。好物はココロの作ったラーメン。
非常に高い造船技術を持った、懐が深い人物。「作った船に男はドンと胸を張れ」という信条から、生みの親がその船の存在を否定してはいけないという考えを持つ。片手で船を持って海へ放り投げたり、手錠を引きちぎるなど魚人ならではの怪力を誇る。魚人島にデンという弟がいる。口癖は「ドンと」。笑い声は「たっはっはっ」「たっはっ…!!っ…!!…!!」。
ロジャーの人柄に惚れ込み、宝樹アダムを使ってロジャー海賊団の海賊船「オーロ・ジャクソン号」を製造した。海賊の親に捨てられた幼いフランキーを拾い、アイスバークと共に養い、弟子として技術を教え込んだ。ロジャーが処刑された24年前、オーロ・ジャクソン号の製造を海賊王に加担したとしてエニエス・ロビーへの連行及び死刑の判決を受ける事になる。しかし、裁判長のジョルジに海列車の開発を提案し、それを作り上げる為の期間として執行猶予をもらい、10年かけて作り上げた海列車を走らせ無罪を勝ち取るに到る。その後、古代兵器「プルトン」の設計図を持っていることに政府が感づき自分が狙われたため、設計図をアイスバーグとフランキーに託した。10年前、プルトンの設計図を狙うスパンダム率いるCP5によって司法船襲撃の濡れ衣を着せられ、弟子のアイスバーグとフランキーを庇って罪を被り、エニエス・ロビーに送致され、死罪となった。
ブルーノ
酒場の元店主。
マイケル&ホイケル
声 - 中友子（マイケル）、摩味（ホイケル）
裏町に住んでいるチンピラ少年。W7裏町小学校6年5組の12歳（超新星編）。誕生日はどちらも7月18日（犯人に間違いな(7)い(1)や(8)）。
ルルとタイルストンが、アイスバーグ襲撃の真犯人と考えたほどの悪童。W7にガープが来て騒ぎになっている時、迷っていたゾロをカツアゲのカモにしようとするが、返り討ちに遭った。
ミショイン・キャシブル
貸しブル屋の店主。ルフィの持つ財宝を見るなりレンタル料金を釣り上げた強欲な男。
イーシゴ・シテマンナ
声 - 平井啓二
換金所の職員（アニメではオーナー）。ルフィ達が空島で手に入れた黄金を、ウソをついて1億ベリーと鑑定したが、ナミに脅され3億ベリーに訂正した。
カクカク
カク以上に体が角張っている人。博学だが臆病らしい。
Dr.キューキュー
声 - 高塚正也
アイスバーグを診察した医者。
ハッパ・ヤマオ
声 - 高塚正也
木工屋を営む人情家。美食の町プッチからの移住者。元山賊でバツイチ。木材を買いに来たウソップに、W7名物・水水肉の入ったおにぎりをあげた。
ブション、ステイビー
声 - 園部啓一、麻生智久
海列車の運行を管理する職員。太っている方がブション、痩せている方がステイビー。

#### アニメオリジナル
アビ
声 - 須藤祐実
写真屋の娘。アクア・ラグナによって行方不明になった、100歳を越えたヤガラ・アオビレ（声 - 高戸靖広）をルフィ・チョッパーと協力して探した。
ママ
声 - さとうあい
マイケルとホイケルの養母。本名不明。
身寄りのない子供たちを引き取って育てている。かなりの額の借金を抱えており、街の住民達からはあまりいい印象は持たれていないが、子供達への愛情は本物で、血縁関係を指摘されると激怒する。武器は2本の布団叩き。ゾロを無理矢理養子にして振り回した。
バンバン爺
声 - 辻村真人
ココロの友人の老人。船の屋台でアクア・ラグナの塩を使って料理を作っている料理人。
ゼフとは旧知の仲で、屋台には若い頃のゼフとの写真を飾っている。酒好きで美女には目がない。料理の腕は超一流で、サンジがバンバン爺の作った焼き飯を一口食べてあまりの美味さに全身を震わすほど。サンジやゼフ同様オールブルーの存在を信じ、目指していたようだが、アクア・ラグナが運んでくる特別な塩の虜になって今に至る。